# Muremure
Muremure är ett vattendrag som ingår i gränsen mellan Burundi och Rwanda, ett biflöde till Akanyaru.